# Padma Desai

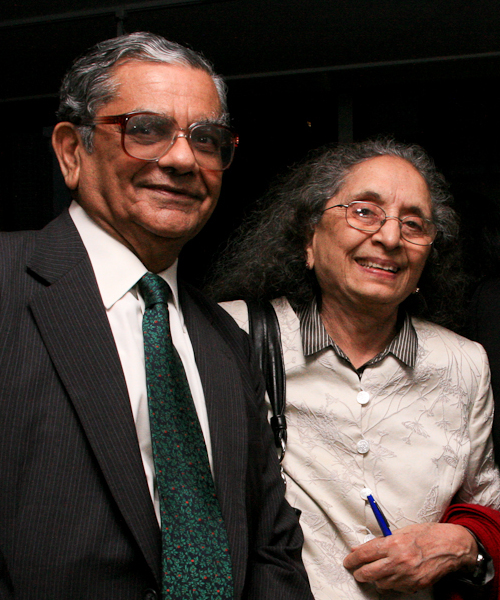
Jagdish Bhagwati und Padma Desai (2012)

Padma Desai (Hindi पद्मा देसाई; * 12. Oktober 1931; † 29. April 2023) war eine indisch-amerikanische Wirtschaftswissenschaftlerin und Hochschullehrerin.

## Werdegang
Desai studierte Wirtschaftswissenschaft an der University of Mumbai, wo sie nach einem Bachelorabschluss als Master graduierte. 1955 ging sie für ihr Ph.D.-Studium an die Harvard University, dieses schloss sie 1960 ab. Während ihres Studiums dort wurde sie als Fellow von der American Association of University Women unterstützt. Bereits ab 1959 war sie Lecturer und dann Associate Professor an der Delhi School of Economics, wo sie gemeinsam mit ihrem späteren Ehemann Jagdish Bhagwati wirkte. 1968 kehrte das Paar in die Vereinigten Staaten zurück, da die strengen indischen Regelungen einer Eheschließung im Weg standen, wo Bhagwati eine Professur am Massachusetts Institute of Technology erhielt. Unter dem Einfluss von Alexander Gerschenkron und Robert Solow setzte sie ihren Schwerpunkt auf die sozialistische Planwirtschaft der Sowjetunion sowie Indiens. 1980 folgte sie einem Ruf der Columbia University, 1992 erhielt sie dort den Gladys-und-Roland-Harriman-Lehrstuhl für Vergleich der Wirtschaftssysteme. 
Desais Arbeiten beeinflussten die indische Wirtschaftspolitik, die in den frühen 1980ern mit Beginn zweiten Amtszeitsphase von Indira Gandhi als Premierministerin Indiens sowie deren Sohn und Nachfolger Rajiv Gandhi eine Liberalisierung erfuhr. Zudem erforschte sie einerseits die russische Transformationsökonomie nach dem Zusammenbruch der Sowjetunion, andererseits war sie Mitte der 1990er Jahre auch diesbezüglich als Beraterin der US-Regierung tätig.
Desai verfasste 15 Bücher, sie war Mitglied der amerikanischen Sektion von PEN International. Die gemeinsame Tochter mit Jagdish Bhagwati, Anuradha Bhagwati (* 1975) ist ebenfalls Autorin.
2009 erhielt Desai den Padma Bhushan.

## Bücher (Auswahl)
- Breaking Out: An Indian Woman's American Journey. Viking, 2012. ISBN 9780670085781
- From Financial Crisis to Global Recovery. Harper Collins, 2012. ISBN 9789350295823
- Conversations on Russia: Reform from Yeltsin to Putin. Oxford University Press, 2006. ISBN 9780195300611
- Financial Crisis, Contagion, and Containment: From Asia to Argentina. Princeton University Press, 2003. ISBN 9780691113920
- Work Without Wages: Russia's Non-Payment Crisis, with Todd Idson. MIT Press, 2001 ISBN 9780262041843
- Going Global: Transition from Plan to Market in the World Economy, Editor. MIT Press, 1997 ISBN 9780262041614
- The Soviet Economy: Problems and Prospects. Blackwell, 1990 ISBN 9780631171836
- Perestroika in Perspective: The Design and Dilemmas of Soviet Reform. I B Tauris & Co, 1989 ISBN 9781850431411
- Bokaro Steel Plant: A Study of Soviet Economic Assistance. North-Holland, 1972 ISBN 9780720430653
- India: Planning for Industrialization (with Jagdish Bhagwati). 1968. ISBN 9780192153340